# 西内まりやのMa-Realらじお
西内まりやのMa-Realらじお (にしうちまりやのマリアルらじお)は、2015年4月1日から2017年3月29日まで文化放送・『レコメン!』内にて放送していたフロート番組である。

## 概要
西内まりや初の冠レギュラーラジオ番組。様々なコーナーを交えながら、女優や歌手などとして活躍する西内のリラックスし過ぎたリアルな姿を届ける。

## 出演者
- 西内まりや

## ネット局
| 放送局名   | 放送対象地域   | 放送曜日 | 放送時間      |
| ---------- | -------------- | -------- | ------------- |
| 文化放送   | 関東広域圏     | 水曜日   | 23:30 - 23:45 |
| 秋田放送   | 秋田県         | 水曜日   | 23:30 - 23:45 |
| ラジオ福島 | 福島県         | 水曜日   | 23:30 - 23:45 |
| 静岡放送   | 静岡県         | 水曜日   | 23:30 - 23:45 |
| KBS京都    | 京都府・滋賀県 | 水曜日   | 23:30 - 23:45 |
| 南海放送   | 愛媛県         | 水曜日   | 23:30 - 23:45 |

## コーナー
- まりやとまりお[2]
「こんなシチュエーションの時、どんな言葉をかけたらいい?」というお題を出題し、それに合うセリフをリスナーから募集する。
セリフを紹介するとき、女子のセリフの場合は「まりや」、男子のセリフの場合は「まりお」に西内がそれぞれ扮するというルールがある。

- はきだせプンプン！
リスナーから日頃の不満や愚痴や本音を募集し、吐き出すコーナー。

- ねえねえ、まりや
「友人になりきって、まりやちゃんに話しかけてみて」というコンセプトのもと、リスナーの日々のエピソードやなぞなぞ、ちょっとしたゲームなどを、文の最初に「ねえねえ、まりや。」と付け、西内の友だちになりきって募集する。